# Artisia
Artisia è un villaggio del Botswana situato nel distretto di Kgatleng, sottodistretto di Kgatleng. Il villaggio, secondo il censimento del 2011, conta 2.365 abitanti.

## Località
Nel territorio del villaggio sono presenti le seguenti 26 località:
- Bodungwane di 103 abitanti,
- Bodungwe di 8 abitanti,
- Bollakgokonyane di 3 abitanti,
- Boswangope di 27 abitanti,
- Dikgama di 48 abitanti,
- Dikhudu di 12 abitanti,
- Diphage di 18 abitanti,
- Diroka di 14 abitanti,
- Ditladi di 12 abitanti,
- Ditshwannye di 24 abitanti,
- Ditsietso di 11 abitanti,
- Mahuhumetsa di 95 abitanti,
- Makgobokgobo,
- Marukuku di 26 abitanti,
- Masuathaga di 10 abitanti,
- Mateane di 28 abitanti,
- Matlhagare di 100 abitanti,
- Mfetlhedi di 2 abitanti,
- Mmamagwaile di 7 abitanti,
- Moduane di 11 abitanti,
- Moduane,
- Monoga di 50 abitanti,
- Tautshokwane di 13 abitanti,
- Thagale di 235 abitanti,
- Thakatswane di 14 abitanti,
- Tibechwane di 52 abitanti